# De Veenfabriek
De Veenfabriek is een muziektheatergezelschap onder artistieke leiding van Joeri Vos. Thuisbasis van het gezelschap is Leiden.
Het gezelschap werd in 2004 opgericht door de toenmalig artistiek leider Paul Koek. In 2017 sloot Joeri Vos zich aan bij de Veenfabriek. In de periode 2017-2020 deelden Vos en Koek het artistiek leiderschap. Eind 2020 droeg Paul Koek het gezelschap over aan de volgende generatie muziektheatermakers, waaronder Joeri Vos.
De Veenfabriek ontwikkelt, onderzoekt en speelt actueel interdisciplinair muziektheater voor een breed publiek en ondersteunt en inspireert getalenteerde en eigenzinnige makers die dit genre naar hun hand willen zetten.
Belangrijke elementen in de voorstellingen van de Veenfabriek zijn: muziek, taal, eten en techniek.
Tijdens Veenproeven nodigt het gezelschap haar publiek uit in het maakproces van de voorstelling en serveert daarbij een maaltijd die thematisch is afgestemd op de avond. Bij elke Veenproef wordt een gastspreker uitgenodigd: een kunstenaar, wetenschapper of anderszins deskundige, die context en verdieping biedt bij de thema’s en onderwerpen van die avond.
De Veenfabriek organiseert meerdere Veenproeven per jaar.
Het werk van de Veenfabriek wordt mede mogelijk gemaakt door subsidie van het Fonds Podiumkunsten.

## Ontstaan
De Veenfabriek is in 2004 opgericht door componist, slagwerker en regisseur Paul Koek. In 1984 had Koek zich aangesloten bij Johan Simons. Samen richtten zij Theatergroep Hollandia (later ZT Hollandia) op en ontwikkelden ze muziektheater op locatie. Ver van de gevestigde theatersteden, diep in het platteland, in tuinderskassen en autosloperijen, onder bruggen en op verlaten parkings werden de voorstellingen van Hollandia geproduceerd en gespeeld. "We wilden theater maken voor mensen die nooit een voet in een schouwburg zouden zetten", zou Simons daar later over zeggen. "Maar dat is nooit echt gelukt, we werden een hype en onze tribunes zaten vol gegoede Amsterdamse burgers." In 2000 namen Johan Simons en Paul Koek in het Italiaanse Taormina de Europese prijs voor Vernieuwing in het Theater in ontvangst.
Na een jarenlange samenwerking splitste Koek zich af van Theatergroep Hollandia, waar hij ondertussen met een aantal ensembleleden de Veenstudio was begonnen. De Veenstudio ontwikkelde elektronisch muziektheater gebaseerd op het gedachtegoed van Dick Raaijmakers en van Paul Koek en vanuit een methode waarbij muzikaliteit de basis vormt van het onderzoek, de ontwikkeling, de repetitie en de voorstelling. Vanuit de Veenstudio ontstond de Veenfabriek en de methode kreeg de naam Veenfabriek Methode. Samen met Ton van der Meer bouwde Koek verder aan de Veenfabriek Methode waarbij muzikaliteit gelijk staat aan het drama. Dat houdt in dat toonhoogte, tempo en ritme, horizontaliteit (melodie) en verticaliteit (harmonie) aan de basis staan van een voorstelling.
De Veenfabriek koos er met grote regelmaat voor om te repeteren en spelen op zogenaamde 'levende locaties'; plekken waar gewerkt werd. Zo werd er gespeeld in warenhuis V&D terwijl de winkel open was, in een ziekenhuis, bij een tulpenbollenexporteur, op een boerderij, in musea, op een station, in een meelfabriek en op pleinen, om te verbinden met de maatschappij en dagelijkse weerbarstigheid samen te laten vallen met het repetitieproces. Op deze manier hadden de locaties en de mensen die daar werkten invloed op de speelstijl en de zeggingskracht van de voorstellingen.
Paul Koek gaf de Veenfabriek de uitspraak 'De muziek het hart, De tekst het hoofd, Laten we die op hetzelfde moment raken' mee.
In 2009 ontving Paul Koek voor zijn oeuvre de Prins Bernhard Cultuurfondsprijs.

## Voorstellingen
- RECHT - 2023
- h/AI, i.s.m. theatergroep ECHO en Orkest De Ereprijs - 2022
- Koken met Amba - 2022
- Niemand heet Rozenhart - 2022
- KRANT - 2022
- GROEI, i.s.m. Susies Haarlok - 2021
- OBSIDIAN // SILK - the stage production, i.s.m. REINDIER - 2021
- MARIA MARIA MARIA - 2021
- Verhalenfabriek - 2021
- ONTDEKKINGEN: Ontscheppen - 2021
- Theater voor Keti Koti: Koken voor Tjampakka - 2021
- ONTDEKKINGEN: SIMONS LAB - 2021
- Theater Na de Dam: De oorlog op zolder - 2021
- ONTDEKKINGEN: That's it! I'm going back to my TRAILER! - 2021
- Sounds Like Juggling - 2020
- Een vlinder van sneeuw - 2020
- Geluksdingen in je dinges (ver)geefpakket - 2020
- Veenfabriek Zoldersessies - 2020
- Dan maar zomerfestival - 2020
- Theater voor Keti Koti - 2020
- Theater Na de Dam: Taptoe na de Dam - 2020
- 02022020.SPACE - 2020
- Club Catharsis, i.s.m. tgECHO - 2019
- Stamboom Monologen, i.s.m. Joy Delima en ArtEZ Toneelschool - 2019
- Chamber Music (reprise) - 2019
- Bewegende Ruimte, i.s.m. tbRUUT - 2019
- Atlantis - 2019
- Theater voor Keti Koti: Koken voor Kakera Akotie - 2019
- Theater Na de Dam: De trein terug - 2019
- Stilte en de kunst van verdwijnen - 2019
- Leiden te water - 2018
- Eureka, bitch - 2018
- Alles van Waarde - 2018
- Pinokkio - 2018
- Theater voor Keti Koti - 2018
- KRAAK, i.s.m. KASSETT - 2018
- Title with logo - 2018
- TIME Lines - 2018
- Space Elevator - 2018
- Ophelia - 2017
- De Grote Kunstshow - 2017
- Hoofdrol, i.s.m. KASSETT - 2017
- Moving Head, i.s.m. tbRUUT - 2017
- So You Think You Can Dada?! - 2017
- Theater Na de Dam: Voorbij het strijklicht - 2017
- De Stijl #3: Theo van Doesburg - 2017
- De Stijl #2 : Piet Mondriaan - 2017
- De Stijl #1 : Bart van der Leck - 2017
- Phi en Sjon - 2016
- Romeo en Julia - 2016
- Songspiel, my videoland - 2016
- Lord of the Flies, i.s.m. NTJong - 2016
- Bam - Kunst is geen kast, i.s.m. De Warme Winkel - 2015
- Raarrr - 2015
- Tulpmania - 2015
- The New Forest - Unser Dorf soll schöner werden, i.s.m. Wunderbaum - 2015
- Hoogwater voorheen Laagwater - 2015
- The Fairy Queen - 2014
- Arthur - 2014
- Arianne - 2014
- One Hot Minute, i.s.m. Touki Delpine - 2014
- The House, i.s.m. Wunderbaum - 2014
- The New Forest , i.s.m. Wunderbaum - 2014
- Space Dogs - 2014
- Veen DanDan- 2014
- Luther - 2014
- Moby Dick - Het Concert - 2013
- Nieuwe Wereld Symfonie - 2013
- Hyllos - 2013
- Gedeelde Kamers - 2013
- Sirene Orkest: Six Parts for An Imaginary Movie - 2013
- Flow My Tears - 2012
- Drie Monniken - 2012
- Ik wil mijn geld terug - 2012
- Replica - 2012
- In de tijd van tijgers - 2011
- Songs at The End of The World - 2011
- Medea - 2011
- The Big Hole to Which We Shall Return - 2011
- MOES - 2011
- Drei Schwestern (Drie Zusters) - 2011
- BANG - 2011
- De City - 2010
- Kokoschka Live! - 2010
- Voetnoot - 2010
- Candide - 2010
- Machine Agricole (Platteland als Podium) - 2010
- In de lelijkheid - 2009
- Kasimir en Karoline - 2009
- De Ursonate - 2009
- Six Parts for An Imaginary Movie - 2009
- Excellence in Exile - 2008
- Licht is de machine - 2008
- Raket - 2007
- Max Beckmann performance Peter Kuit - 2007
- Chamber Music - 2007
- Max Beckmann performance Touki Delphine - 2007
- Max Beckmann performance Boukje Schweigman - 2007
- Sharing The Same Shade - 2007
- Palindrome - 2007
- Haar leven haar doden - 2007
- Ten oosten van de zon ten westen van de maan - 2006
- Smekelingen - 2006
- Orfeo - 2006
- Totaal Thomas - 2006
- Sjaan, geen Jeanet - 2006
- Sottenschip - 2006
- Zieke Zielen - 2006
- Weef!, i.s.m. Boukje Schweigman - 2005
- Voet - 2005
- Jackpot Motel A Home in The Neon - 2005
- End of Mouth - 2005
- Superville - 2005
- Billy - wonderkind in de schaduw - 2005
- ’t Belegh en ontset van Leyden - 2005
- Escamotage - 2005
- Wervel - 2005
- Today: November 20 - 2005
- Ghostbusters #1 - 2005
- Dédé le taxi - 2004

## Locaties
De Veenfabriek repeteert en houdt kantoor in het monumentale Scheltema Leiden.
De voorstellingen en performances van de Veenfabriek spelen in binnen- en buitenland in theaters en op festivals, maar ook op minder gebruikelijke locaties zoals warenhuizen, brugkelders, musea, ziekenhuizen, volkstuinen, bouwterreinen en popzalen.

## Deelgenoten
Naast Joeri Vos bestaat het artistieke team van de Veenfabriek uit Bastiaan Woltjer, Milena Haverkamp en John van Oostrum.
Tot 2020 maakten Paul Koek en Ton van der Meer deel uit van de artistieke kern.
De Veenfabriek werkt voor haar voorstellingen regelmatig met Jacobien Elffers, Ruta van Hoof, Roland Haufe, Niki Verkaar, Phi Nguyen en Reinout Bussemaker.
Eerder werkte de Veenfabriek onder andere samen met Jeroen Willems, Martijn Padding, Joep van der Geest, Roald van Oosten, Aus Greidanus jr., Yannis Kyriakides, Loes Haverkort, Lizzy Timmers, Paul Slangen, Wim T. Schippers en Gerry Arling.